# Fort William (Écosse)
Pour les articles homonymes, voir Fort William.
Fort William (en gaélique écossais An Gearasdan, « la garnison ») est une ville d'Écosse, située dans le council area des Highlands et dans la région de lieutenance de l'Inverness-shire. De 1975 à 1996, elle était la capitale administrative du district du Lochaber, au sein de la région des Highlands. Elle compte un peu moins de 10 000 habitants, ce qui en fait la deuxième plus grande ville des Highlands après Inverness.

## Histoire
La ville est implantée sur une terre appartenant au clan Cameron, près du village d'Inverlochy. 
Durant la première révolution anglaise (1641-1660), Olivier Cromwell, chef du Commonwealth d'Angleterre, y fait construire un fort lorsqu'il lance[Quand ?] l'invasion de l'Écosse.
Sous le règne de Guillaume III, roi d'Angleterre et d'Écosse depuis la Glorieuse Révolution (1689), il sert à combattre les révoltes jacobites, menées par les partisans du roi déchu, Jacques II Stuart.
La ville se construit ensuite progressivement autour de ce fort.

## Toponymie
A la fin du XVIIe siècle, le fort est nommé « Fort William » en référence au prénom anglais du roi Guillaume III d'Angleterre/Guillaume II d'Écosse, William (Guillaume, d'origine hollandaise, stathouder des Provinces-Unies, mais aussi prince d'Orange de la maison de Nassau, s'appelle à l'origine Willem III van Oranje). 
À l'origine, la ville est appelée « Maryburgh », d'après le prénom de l'épouse de Guillaume, Marie, fille de Jacques II, reine d'Angleterre et d'Écosse sous le nom de Marie II de 1689 à 1694. 
Par la suite, la ville est nommée « Gordonsburgh », puis « Duncansburgh » avant d'être définitivement nommée « Fort William »[Quand ?].

## Géographie

### Situation
Fort William est située dans les Highlands, au pied du Ben Nevis (sommet le plus haut du Royaume-Uni avec 1 344 mètres), au bord de la faille géologique de Great Glen (appelé aussi Glen Mor).

## Curiosités
C'est à Fort William que se trouve l'arrivée du sentier de randonnée appelé West Highland Way et qui le relie à la ville de Milngavie, dans la banlieue nord de Glasgow. On y retrouve également le départ du Cape Wrath Trail, en direction du Cap Wrath. La ville abrite le West Highland Museum qui contient des objets sur le passé de la région.

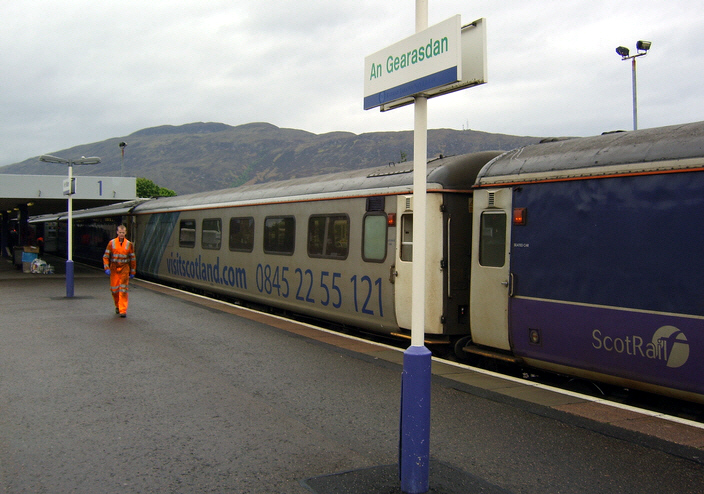
Arrivée à Fort William / An Gearasdan du train voitures-lits Caledonian Sleeper depuis Londres.

## Transports
La gare de Fort William est une des gares terminus du Caledonian Sleeper de la First ScotRail qui assure la liaison nocturne en voitures-lits avec Londres (gare d'Euston). 
En été un train à vapeur, baptisé The Jacobite, circule entre Fort William et Mallaig, une petite ville située plus à l'ouest. C'est sur cette ligne que se trouve la gare d'Arisaig, la plus occidentale de Grande-Bretagne.
Fort William est aussi un point central pour les bus avec des trajets vers Portree, Inverness et Glasgow.

## Sports
Fort William accueille chaque année une manche de la Coupe du Monde de VTT de descente. Elle a aussi une station de ski et un centre sportif avec piscine.
La ville accueille le départ de la course du Ben Nevis depuis 1937  ainsi que d'autres courses précurseurs atteignant le Ben Nevis dès 1895.

## Notoriété
- Plusieurs films ont été tournés à Fort William ou non loin. Parmi eux, le célèbre Braveheart de Mel Gibson ou encore Mon curé chez les nudistes de Robert Thomas.